# Associação Desportiva Leônico
A Associação Desportiva Leônico é um clube de futebol de Salvador fundado em 3 de abril de 1940 atualmente sediado em Simões Filho. É um dos clubes mais tradicionais da Bahia, chegando a conquistar o campeonato baiano por uma vez e também um Torneio Quadrangular de Salvador. Chegou também a fazer duas participações no Campeonato Brasileiro da Série A.

## História

### Amadorismo (40-60)
Com a filiação à FBDT em 1942, o Leônico pôde participar de campeonatos amadores; conseguiu o título invicto da segunda divisão da categoria em 1946. No ano seguinte, foi campeão da primeira divisão amadora. Neste período já disputava com categorias de base também.

### Profissionalismo (1960)
Alçado à condição de profissional, o Leônico fez suas primeiras excursões em 1961; em Aracaju, perdeu para o Sergipe (3x0) e venceu o Confiança (4x1); no primeiro jogo contra um clube do Sudeste, goleou a Portuguesa/RJ por quatro a zero. Em 1966, a grande conquista estadual. Mesmo sem disputar o primeiro turno do Campeonato Baiano, o Leônico foi campeão do segundo; enfrentou o Vitória na final. Após uma vitória para cada, foi realizado um jogo-desempate decisivo na Fonte Nova, onde o Leônico bateu o adversário por 2x1 e sagrou-se campeão baiano. Ganhou aí o apelido de "Moleque Travesso".
Em 1978, o Leônico ainda seria vice-campeão baiano, o que acabou levando a equipe à disputa da Taça de Prata; outro vice em 1984 fez com que a equipe disputasse o Brasileirão de 1985. Entretanto, o declínio veio no reduzido Campeonato Baiano de 1990, onde o time acabou rebaixado para a segunda divisão estadual. Mesmo com o acesso conquistado no ano seguinte, em 1992 o Leônico não venceu nenhuma partida e foi novamente rebaixado, e até hoje não retornou à elite do futebol baiano - inclusive passou muitos anos sem disputar a segunda divisão, retornando apenas na controversa campanha de 2007.

### Polêmica em 2007 e novo regresso aos gramados
Em 2007, após 15 anos inativo, o Leônico retornou à Segunda Divisão do Campeonato Baiano de Futebol, disputando uma vaga pelo acesso à Primeira Divisão. Na última rodada da competição, o time protagonizou um polêmico momento ao ser goleado por 10x0 pelo Guanambi, o resultado exato que classificaria o próprio Guanambi para a disputa das finais frente ao Feirense.
Houve queixas de facilitação do jogo por parte do Galícia (concorrente direto por uma vaga na final), além de denúncias de ameaça de morte destinadas ao goleiro do Leônico, que disse ter sido intimidado por torcedores do Guanambi. A polêmica obteve repercussão nacional e foi parar no TJD baiano, que anulou o resultado da partida e obrigou a FBF a marcar um novo jogo. Adicionalmente, o "Moleque Travesso" foi suspenso por um ano das competições profissionais por não apresentar médico em algumas partidas do campeonato.
Mesmo com o encerramento da suspensão, o Leônico não conseguiu retornar à Segunda Divisão baiana, mantendo-se licenciado das competições promovidas pela FBF até 2013. Reformulado, o clube confirmou sua volta ao futebol, novamente pela segunda divisão estadual.
Para a disputa, o clube utilizou o Estádio Edgard Santos, na cidade de Simões Filho. Antes, mandava suas partidas nos estádios Luís Eduardo Magalhães (Terra Nova), Fonte Nova (Salvador), José Trindade Lobo (Santo Antônio de Jesus), Mário Pessoa (Ilhéus), Pituaçu (Salvador), Antônio Carlos Magalhães (Conceição do Coité) e 2 de Julho (Guanambi).

## Títulos
| ESTADUAIS | ESTADUAIS               | ESTADUAIS | ESTADUAIS         |
|           | Competição              | Títulos   | Temporadas        |
| --------- | ----------------------- | --------- | ----------------- |
|           | Campeonato Baiano       | 1         | 1966              |
|           | Torneio Início da Bahia | 3         | 1965, 1975 e 1978 |
| TOTAL     |                         |           |                   |
|           | Conquistas              | Títulos   | Categorias        |
|           | Títulos Oficiais        | 4         | 4 Estaduais       |

 Conquistado de forma invicta

### Outras conquistas
- Campeão Torneio Quadrangular de Salvador: 1964
- Campeão Torneio Jonga Simões: 1977
- Campeão Torneio Carlos Alberto Andrade: 1968
- Campeão Torneio Waldemar Tourinho: 1962
- Campeão Torneio Nilo Passos: 1961
- Campeão Torneio Quadrangular de Aracaju: 1967
- Campeão Torneio Quadrangular de Itabuna: 1964
- Campeão Torneio Quadrangular Renato Reis: 1964
- Campeão Torneio Quadrangular Lomanto Junior: 1963